# Ignacio Martínez de Pisón
Ignacio Martínez de Pisón, né à Saragosse en Espagne en 1960, est un écrivain et scénariste espagnol.

## Biographie
Ignacio Martínez de Pisón est le deuxième fils d'un militaire d'ascendance carliste. Orphelin de père depuis l'âge de 9 ans, il a vécu une partie de son enfance à Logroño puis à Saragosse, où il a étudié chez les jésuites. Il est diplômé en philologie hispanique de l'université de Saragosse et en philologie italienne de l'université de Barcelone, ville où il réside depuis 1982.
En 1984, il remporte le Prix de la nouvelle courte Casino Mieres pour sa nouvelle La Ternura del Dragón (en français : La Tendresse du dragon).
Il a écrit des scénarios, et certaines de ses œuvres ont été adaptées au cinéma comme Carreteras secundarias en 1997 par Emilio Martínez Lázaro et de nouveau en 2003 par le cinéaste français Manuel Poirier sous le titre français du roman : Chemins de traverse, traduit en français par Serge Mestre et publié aux éditions Gallimard.
Il a réalisé des adaptations pour le théâtre (le Bord de certains yeux) et écrit le scénario de Treize roses avec Emilio Martínez Lázaro, ce qui lui a valu d'être sélectionné pour le meilleur scénario original lors des prix Goya. Il rédige également des critiques littéraires pour le supplément littéraire de ABC et du quotidien El País.
Son livre Enterrar a los muertos, paru en 2005 aux éditions Markus Haller (traduction française d'Amélie Fourcade, 2009), reconstitue les événements qui ont conduit à l'assassinat de José Robles Pazos, traducteur et ami de John Dos Passos, pendant la guerre d'Espagne.
En 2015, il reçoit le prix national de littérature narrative pour La buena reputación.
Ignacio Martínez de Pisón est marié à Maria José Belló, fille de Luis Belló, joueur et entraîneur du Real Saragosse, et a deux fils, Diego et Eduardo.

## Œuvres traduites en français
- Ignacio Martinez de Pison (trad. Rafael Guerrero), La Tendresse du dragon [« La ternura del dragón »], Paris, Ledrappier, coll. « Littérature espagnole et hispano-américaine », 1987, 203 p. (ISBN 978-2-87640-011-5)
- Ignacio Martinez de Pison (trad. Serge Mestre), Chemins de traverse [« Carreteras secundarias »], Paris, Éditions Gallimard, coll. « Du monde entier », 1998, 307 p. (ISBN 978-2-07-074816-7)
- Ignacio Martinez de Pison (trad. de l'espagnol par Louise de Nève), Le Temps des femmes [« El tiempo de las mujeres »], Monaco-Paris, France, Le Serpent à Plumes, coll. « Grands romans », 2008, 403 p. (ISBN 978-2-268-06468-0)
- Ignacio Martinez de Pison (trad. Amélie Fourcade), L'encre et le sang : Histoire d'une trahison [« Enterrar a los muertos »], Genève, Suisse, Markus Haller, coll. « Ficta et facta », 2009, 251 p. (ISBN 978-2-940427-05-5, lire en ligne)
- Ignacio Martinez de Pison (trad. de l'espagnol par Gabriel Iaculli), Ces Dents de lait [« Dientes de leche »], Monaco-Paris, France, Le Serpent à Plumes, coll. « Grands romans », 2010, 416 p. (ISBN 978-2-268-06955-5)